# Viola Myers
Viola Myers, född 1927 i Toronto, död 15 november 1993, var en kanadensisk friidrottare.
Myers blev tillsammans med Nancy MacKay, Diane Foster och Pat Jones, olympisk bronsmedaljör på 4 x 100 meter vid sommarspelen 1948 i London.